# Hydrometroidea
Hydrometroidea Møller Andersen, 1982, è una superfamiglia di Insetti dell'Ordine dei Rincoti Eterotteri, infraordine Gerromorpha, comprendente specie predatrici e acquaiole.